# Grammy Award for Best Norteño Album
Der Grammy Award for Best Norteño Album (auf Deutsch etwa „Grammy-Auszeichnung für das beste Norteño-Album“) ist ein Musikpreis, der von 2009 bis 2011 bei den jährlich stattfindenden Grammy Awards verliehen wurde. Ausgezeichnet wurden Gesangs- und Instrumentalalben aus dem Musikbereich des Norteño.

## Hintergrund und Geschichte
Die seit 1958 verliehenen Grammy Awards (eigentlich Grammophone Awards) werden jährlich in zahlreichen Kategorien von der National Academy of Recording Arts and Sciences (NARAS) in den Vereinigten Staaten von Amerika vergeben, um künstlerische Leistung, technische Kompetenz und hervorragende Gesamtleistung ohne Rücksicht auf die Album-Verkäufe oder Chart-Position zu ehren. Vergeben wurde der Preis für qualitativ hochwertige Alben aus dem Musikbereich Norteño.
Die Kategorie wurde aus der Kategorie Best Mexican/Mexican-American Album ausgelagert, nach drei Jahren jedoch mit dem Grammy Award for Best Banda Album zur Kategorie Best Banda or Norteño Album zusammengeführt. Diese wurde jedoch ebenfalls nur ein Jahr vergeben und dann mit Best Regional Mexican or Tejano Album in die neue Kategorie Best Regional Mexican Music Album (Including Tejano) vereint und nicht mehr eigenständig weitergeführt.
Die kalifornische Norteño-Band Los Tigres del Norte gewann den Preis in den ersten beiden Jahren, im dritten Jahr ging er an die texanische Band Intocable.

## Gewinner und nominierte Künstler
| Jahr | Künstler / Band      | Nationalität       | Werk                              | Weitere nominierte Künstler | Bilder der Künstler        |
| ---- | -------------------- | ------------------ | --------------------------------- | --- | -------------------------- |
| 2009 | Los Tigres del Norte | Vereinigte Staaten | Raíces                            | - Los Palominos – Me Enamoré de Un Angel - Pesado – Corridos: Defendiendo el Honor - Siggno – Six Pack - Solido – Cuidado. Me Enamoré de Un Angel          | Los Tigres Del Norte, 2006 |
| 2010 | Los Tigres del Norte | Vereinigte Staaten | Tu Noche con Los Tigres del Norte | - Cumbre Norteña – Déjame Soñar - El Compa Chuy – El Niño de Oro - Los Rieleros del Norte – Pese a Quien le Pese - Los Tucanes de Tijuana – Soy Todo Tuyo  | Los Tigres Del Norte, 2008 |
| 2011 | Intocable            | Vereinigte Staaten | Classic.                          | - Angel Fresnillo – Indispensable - Gerardo Ortíz – Ni Hoy Ni Mañana - Pesado – Desde la Cantina Volumen 1 - Principez de la Musica Norteña – Intensamente | Intocable, 2006            |

## Belege
1. ↑  “honor artistic achievement, technical proficiency and overall excellence in the recording industry, without regard to album sales or chart position” Overview. National Academy of Recording Arts and Sciences, archiviert vom Original am 19. August 2012; abgerufen am 11. September 2014.  Info: Der Archivlink wurde automatisch eingesetzt und noch nicht geprüft. Bitte prüfe Original- und Archivlink gemäß Anleitung und entferne dann diesen Hinweis.
2. ↑  Grammy Awards at a Glance. In: Los Angeles Times. Tribune Company, abgerufen am 29. Mai 2011.
3. ↑  Grammy Awards restructuring (Memento des Originals vom 3. Dezember 2011 im Internet Archive)  Info: Der Archivlink wurde automatisch eingesetzt und noch nicht geprüft. Bitte prüfe Original- und Archivlink gemäß Anleitung und entferne dann diesen Hinweis.
4. ↑  NARAS Pressemitteilung, 8. Juni 2012.